# Принцип Ґаузе

Результат експерименту Георгія Гаузе з інфузоріями: Paramecium aurelia витісняє Paramecium caudatum

При́нцип Га́узе, також зако́н Га́узе або при́нцип конкуре́нтного ви́тіснення — твердження в популяційній екології, що полягає в неможливості стабільного співіснування двох видів, що конкурують за однаковий набір ресурсів за умови незмінності екологічних факторів. Згідно з цим принципом, один з таких видів завжди матиме перевагу над іншим, що за деякий час призведе до витіснення суміжного виду або до його еволюційного переходу в іншу екологічну нішу.

## Експериментальна база
Російський еколог Георгій Францевич Гаузе сформулював свій закон конкурентного витіснення, базуючись на результатах лабораторних спостережень за конкуренцією двох видів інфузорій (Paramecium aurelia та Paramecium caudatum). Протягом лаг-фази (період затримки в розмноженні мікроорганізмів) Paramecium aurelia стабільно витісняла інший вид аж до його повного зникнення з середовища. При цьому експериментатор щодня додавав в середовище свіжу воду та забезпечував постійний приток харчових ресурсів. З іншого боку, Гаузе зміг домогтись виживання Paramecium caudatum, змінюючи параметри навколишнього середовища іншим чином. Це демонструє, що закон Гаузе в повній мірі виконується тільки за умови стабільного стану екосистеми.

## Передбачення
Принцип конкурентного витіснення був передбачений великою кількістю математичних та теоретично-екологічних моделей, таких, наприклад, як рівняння Лотки-Вольтерри. Незважаючи на це, за не до кінця зрозумілих причин, конкурентне витіснення досить рідко спостерігається в природних екосистемах, і велика кількість біотичних угруповань є такими, що порушують принцип Гаузе. Найвідомішим з таких порушень є так званий «планктонний парадокс» (або парадокс малого різноманіття): всі планктонні організми споживають дуже невеликий набір ресурсів — переважно сонячне світло та мінеральні речовини, розчинені в воді. Згідно з принципом Гаузе, лише невелика кількість таких видів може співіснувати за цих умов. Тим не менш, планктонні угруповання формує величезна кількостей видів, котрі співіснують на невеликих ділянках водойм.

## Вирішення протиріч
Частковим рішенням для пояснення існувань парадоксів, подібних до планктонного, є підвищення кількості вимірів екосистеми. Просторова гетерогенність (неоднаковість), багатонаправлена конкуренція за ресурси, конкурентні колонізаційні обміни, та затримки в життєвому циклі членів екосистеми запобігають зникненню видів та/або популяцій (при цьому не береться до уваги можливість зникнення з випадкових причин, що може статись на великому часовому проміжку). Але при внесенні поправок подібного роду система стає такою, що важко піддається аналітичному опису при моделюванні. Більш того, за цих умов деякі екосистеми теоретично можуть підтримувати існування практично необмеженої кількості видів; таким чином при спробі вирішення одного парадоксу виникає інший: більшість відомих моделей, що описують стабільні стани екосистем, припускають співіснування в них необмеженої кількості видів, в той час як реальні екосистеми містять відносно невелику кількість видів.

## Переформулювання
Дослідження останнього часу дали відповіді на деякі зі спірних питань, що виникали при аналізі моделей конкурентного витіснення. Наприклад, аналіз того, як пов'язані процес росту організму та розмір його тіла, призвели до переформулювання принципу. Згідно з цим тлумаченням, екосистема може бути стабілізована за умови існування в ній обмеженої кількості видів при тому, що інші види будуть ними витіснені.
У макробіотичних угрупованнях ключовим фактором уникнення конкуренції (і тим паче конкурентного виключення) за відсутності розмірної та загалом морфологічної, просторової і трофічної диференціації є:
- різна часова динаміка використання просторового і трофічного ресурсу (розходження у часі в межах одного простору, що неможливо для планктонних угруповань без кардинальних змін життєвих циклів),
- формування розріджених популяцій, за якого індивідуальні і сімейні ділянки конкуруючих видів організмів практично не перекриваються (при високих репродуктивних потенціях це можливо за умови потужного пресу хижацтва),
- потужна невибіркова елімінація внаслідок невибіркового хижацтва або дії регулярних лімітуючих абіотичних факторів, які постійно стримують ріст чисельності популяцій,
- просторова диференціація, пов'язана з острівним характером розподілу біотопів і випадковістю результатів заселення конкуруючими видами місцезнаходжень (наприклад, розподіл риб в озерах, ящірок за галявинами, паразитів за живителями тощо).

Звичайно, в природі діють всі ці фактори стримання конкуренції і механізми її уникнення, через що на практиці конкуренція є надзвичайно рідкісним явищем, яке дослідники, як правило, прямо не спостерігають і не реєструють. У зв'язку з цим як феномен (принцип) Гаузе, так і явище конкуренції залишаються переважно теоретичними конструкціями.